# 奥兰多·恩格拉尔
奧蘭多·安格拿（Orlando Engelaar，1979年8月24日—）荷蘭足球運動員，2008年夏季由荷甲球會川迪轉投德甲球會沙尔克04，但表現差劣，僅一年後，便追隨魯頓返回荷甲，加盟PSV燕豪芬，簽約四年。
安格拿可擔任進攻中場，曾是川迪的隊長，身高1.96米，曾是荷甲中最高的球員。
由於在川迪的出色表現，2007年6月2日首次入選荷蘭。2008年，安格拿擠掉兰扎特、马杜罗等中場球員，被荷蘭主教練范巴斯滕選入2008年歐洲國家盃的名單內。

## 外部連結
- 安格拿數據（荷兰文）